# Esfinx
|  | Per a altres significats, vegeu «Esfinx (desambiguació)». |

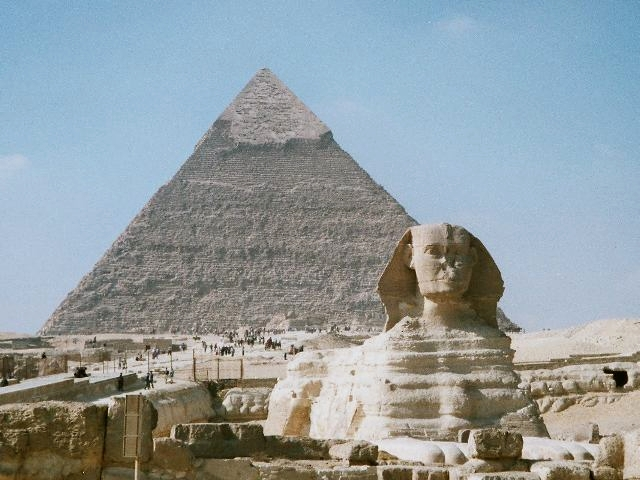
La Gran Esfinx de Guiza.

L'esfinx és una figura de la mitologia grega i egípcia. Era un monstre amb cos de lleó i rostre humà. El mot prové del grec Σφιγξ, Sfinx, aparentment derivat del verb σφιγγω, sfingo, que significa 'estrènyer'.

## L'esfinx egípcia
L'esfinx, en la mitologia egípcia, es presenta com un lleó ajagut amb cap d'home; que representava habitualment el faraó. La representació més antiga i més gran que ens n'ha arribat fins als nostres dies és la Gran Esfinx de Guiza. Fou excavada a la roca a l'indret que va servir com a pedrera per a fer la piràmide d'Userib, més coneguda com la piràmide de Khefren.
La funció de l'esfinx era de guardià i protector, és per això que es col·locava al costat de les portes d'accés. L'esfinx de Guiza, per exemple, se situa en una banda de la porta coberta ascendent que dona accés a l'avinguda que porta a la piràmide. També és famosa l'anomenada «Avinguda de les Esfinxs» del temple de Karnak. Pel fet de tenir el cap d'home, des dels temps d'Heròdot, l'esfinx egípcia era anomenada androsfinx per distingir-la de la grega.
I el cap de faraó i el cos fa referència a: lleó un gran poder protector i el cap de faraó perquè protegia als faraons

## L'esfinx grega

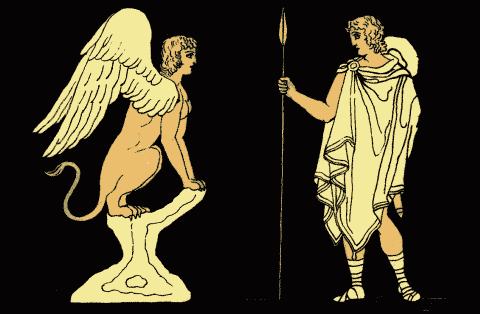
Èdip i l'Esfinx.

En la mitologia grega, l'esfinx era dotada d'ales d'ocell de presa i tenia el rostre de dona. Sovint es feia servir com a motiu decoratiu de les tombes. Segons algunes versions, era filla d'Ortre i de Quimera; d'altres la consideraven filla de Tifó i d'Equidna.
El seu mite està íntimament lligat a Èdip. L'esfinx vivia en unes muntanyes prop de Tebes, on l'havia enviada Hera com a càstig a una ofensa al matrimoni que s'havia celebrat a la ciutat. El monstre tenia aterrits els passants, i devorava els qui eren incapaços de resoldre l'enigma següent:
| « | Quin és l'ésser que camina amb quatre peus al matí, dos al migdia i tres al vespre, però que, contràriament a la majoria dels éssers vius, és més ràpid com menys peus utilitza en caminar? | » |

Ningú havia aconseguit trobar-ne la resposta fins que Èdip va arribar a Tebes. En ser preguntat per l'Esfinx, va respondre: «És l'home, que va de quatre grapes quan és petit i que fa servir les dues cames, i el bastó quan és vell.» La resposta era correcta i, com a conseqüència, l'Esfinx es va suïcidar estimbant-se des de l'alta roca on solia asseure's. Segons altres versions, fou Èdip mateix qui la va matar. Com a recompensa per haver-los deslliurat del monstre, els tebans van coronar Èdip rei.
En algunes versions del mite, el final de l'enigma és diferent: «Quin és l'ésser que camina amb quatre peus al matí, dos al migdia i tres al vespre, però que, contràriament a la majoria dels éssers vius, és més feble com més peus utilitza en caminar?» En d'altres, els enigmes que planteja l'esfinx són dos, no un, i el segon diu: «Són dues germanes, una de les quals engendra l'altra i, al seu torn, és engendrada per la primera». La resposta és la nit i el dia, perquè en grec les dues paraules són femenines.